# گزه (بستک)
 گِزه  روستای کوچکی از توابع بخش جناح شهرستان بستک در غرب استان هرمزگان در جنوب ایران واقع شده‌است...

## جمعیت
جمعیت این روستا بر اساس سرشماری سال ۱۳۸۵ جمعیت آن ۵۱۶ نفر (۱۰۸ خانوار) وتشكيل شده از دومحله به نام (محله فقيه)ومحله ديگه ان كه گزه نام دارد
بوده است. که از اهل سنت و از شاخه شافعی هستند یعنی از پیروان امام محمد ادریس شافعی می‌باشند و به زبان فارسی و گویش محلی تکلم می‌کنند..

## امکانات
دارای امکانات زیر می‌باشد:مسجد، دبستان، مرکز مخابرات، خانه بهداشت، بانک، برق، آب لوله‌کشی ۰ سیزدهآب‌انبار (برکه)می باشدومدرسه راهنماییکه در اول سال تحصیلی ۸۵-۸۶ به بهره‌برداری رسیده‌است که البته طرحهای عمرانی به بهره‌برداری رسیده هشتاددرصدخودیاری مردمی بوده‌است.
حدود ۲۰۰۰ اصله نخل دیم و ۲۰۰۰ من زمین زیر کشت دارد...

## محدوده گِزه
از شمال کوه از جنوب رودخانه مهران و از غرب هنگويه و از مشرق پاي تاوه ..

## مشکلآب
آب زیرزمینی آن چندان خوب نیست و فقط برای آبیاری نخل مناسب است.
آب لوله کشی قابل مصرف خوردن نیست فقط برای شستشو استفاده می‌شود، اما آب آشامیدنی از آب‌انبارها که آب باران در آن‌ها ذخیره می‌شود، تأمین می‌شود.لازم به ذکراست که آب لوله کشی هفته ای
چهارساعت می‌باشد.

## شغل مردم
بیشتر مردم روستا کشاورز هستند، در دوران قدیم شغل کشاورزی رونق خاصی در منطقه داشته‌است، حدود ۲۰۰۰ اصله نخل خرما و ۲۰۰۰در حدود من زمین زیر کشت دیم دارد..

## فهرست منابع و مآخذ
- محمدیان، کوخردی، محمد ،  «شهرستان بستک و بخش کوخرد» ، ج۱.چاپ اول، دبی: سال انتشار ۲۰۰۵ میلادی.
- عباسی، قلی، مصطفی،  «بستک وجهانگیریه»، چاپ اول، تهران : ناشر: شرکت انتشارات جهان معاصر، سال ۱۳۷۲ خورشیدی.
- سلامی، بستکی، احمد.  (بستک در گذرگاه تاریخ)  ج۲ چاپ اول، ۱۳۷۲ خورشیدی.
- نگاره‌ها از: احمد سلمان گوده‌ای و محمد محمدیان کوخِردی.
- بالود، محمد.  (فرهنگ عامه در منطقه بستک)  ناشر همسایه، چاپ زیتون، انتشار سال ۱۳۸۴ خورشیدی.
- مهندس: موحد، جمیل. (بستک و خلیج فارس) چاپ اول، تهران: سال انتشار ۱۳۴۳ خورشیدی.
- بالود، محمد.  (فرهنگ عامه در منطقه بستک)  ناشر همسایه، چاپ زیتون، انتشار سال ۱۳۸۴ خورشیدی.
- الکوخردی، محمد، بن یوسف، (کُوخِرد حَاضِرَة اِسلامِیةَ عَلی ضِفافِ نَهر مِهران Kookherd, an Islamic District on the bank of Mehran River) الطبعة الثالثة، دبی: سنة ۱۹۹۷ للمیلاد.
- بختیاری، سعید، ،  «اتواطلس ایران»  ، “ مؤسسه جغرافیایی وکارتگرافی گیتاشناسی، بهار ۱۳۸۴ خورشیدی.
- چمن پیرا، ناصر پاییز ۱۳۷۴ خورشیدی.
- محمد، صدیق    «تارخ فارس»   صفحه‌های (۵۰  ـ  ۵۱  ـ ۵۲  ـ ۵۳)، چاپ سال ۱۹۹۳ میلادی.
- اطلس گیتاشناسی استان‌های ایران [Atlas Gitashenasi Ostanhai Iran] (Gitashenasi Province Atlas of Iran)